# Ptilinopus rarotongensis
Ptilinopus rarotongensis é uma espécie de ave da família Columbidae.
É endémica das Ilhas Cook.
Os seus habitats naturais são: florestas subtropicais ou tropicais húmidas de baixa altitude.
Está ameaçada por perda de habitat.